# Motorola 300 2000
Motorola 300 2000 var ett race som den sjuttonde deltävlingen i CART World Series 2000. Racet kördes den 17 september på Gateway International Raceway i Madison, Illinois.

## Tävlingen
Juan Pablo Montoya tog sin tredje seger för säsongen, och visade att motivationen var bibehållen, trots den för honom misslyckade säsongen i stort. Han avancerade till sjunde plats i mästerskapet, och hade alltjämt kvar matematiska möjligheter att bli mästare, och försvara sin titel från 1999. Mästerskapsledaren Gil de Ferran höll sig kvar i toppen även efter tävlingen, trots att han inte blev bättre än åtta i racet. Roberto Moreno gick upp som tvåa sammanlagt, genom att ta tredjeplatsen. Patrick Carpentier var tvåa, och var den ende föraren på ledarvarvet.

## Slutresultat
| Plats | Förare               | Team                     | Grid | Kvaltid |
| ----- | -------------------- | ------------------------ | ---- | ------- |
| 1     | Juan Pablo Montoya   | Chip Ganassi Racing      | 1    | 25,353  |
| 2     | Patrick Carpentier   | Forsythe Racing          | 5    | 25,516  |
| 3     | Roberto Moreno       | Patrick Racing           | 11   | 25,758  |
| 4     | Cristiano da Matta   | PPI Motorsports          | 10   | 25,679  |
| 5     | Oriol Servià         | PPI Motorsports          | 18   | 26,074  |
| 6     | Max Papis            | Team Rahal               | 14   | 25,884  |
| 7     | Jimmy Vasser         | Chip Ganassi Racing      | 2    | 25,368  |
| 8     | Gil de Ferran        | Marlboro Team Penske     | 13   | 25,816  |
| 9     | Hélio Castroneves    | Marlboro Team Penske     | 9    | 25,671  |
| 10    | Adrián Fernández     | Patrick Racing           | 7    | 25,573  |
| 11    | Kenny Bräck          | Team Rahal               | 12   | 25,799  |
| 12    | Christian Fittipaldi | Newman/Haas Racing       | 17   | 26,009  |
| 13    | Tony Kanaan          | Mo Nunn Racing           | 6    | 25,561  |
| 14    | Alex Tagliani        | Forsythe Racing          | 8    | 25,642  |
| 15    | Tarso Marques        | Dale Coyne Racing        | 23   | 26,770  |
| 16    | Michel Jourdain Jr.  | Bettenhausen Motorsports | 21   | 26,377  |
| 17    | Alex Barron          | Dale Coyne Racing        | 16   | 25,943  |
| 18    | Paul Tracy           | Team KOOL Green          | 3    | 25,500  |
| 19    | Maurício Gugelmin    | PacWest Racing           | 24   | -       |
| 20    | Michael Andretti     | Newman/Haas Racing       | 15   | 25,932  |
| 21    | Shinji Nakano        | Walker Racing            | 22   | 26,608  |
| 22    | Memo Gidley          | Della Penna Motorsports  | 19   | 26,146  |
| 23    | Mark Blundell        | PacWest Racing           | 20   | 26,154  |
| 24    | Dario Franchitti     | Team KOOL Green          | 4    | 25,514  |
| 25    | Luiz Garcia Jr.      | Arciero Racing           | 25   | -       |